# Сеяце
Сеяце (на сръбски: Сејаце или Sejace) е село в Югоизточна Сърбия, Пчински окръг, община Буяновац.

## История
В края на XIX век Сеяце е село в Прешевска кааза на Османската империя. Църквата „Свети Илия“ е от 1872 година. Според статистиката на Васил Кънчов („Македония. Етнография и статистика“) от 1900 година Сѣецъ е населявано от 390 жители българи християни. Според патриаршеския митрополит Фирмилиан в 1902 година в Сеяце има 73 сръбски патриаршистки къщи, а в махалата на селото Западже - 10.
Според преброяването на населението от 2002 г. селото има 246 жители сърби.